# The Name of This Band Is Talking Heads
The Name of This Band Is Talking Heads è un doppio album dal vivo dei Talking Heads uscito nel 1982. Il primo disco contiene canzoni eseguite dal quartetto originale tra il 1977 e il 1979, il secondo dalla formazione estesa a dieci elementi tra il 1980 e il 1981. L'album contiene versioni dal vivo di canzoni apparse su Talking Heads: 77 (1977), More Songs About Buildings and Food (1978), Fear of Music (1979) e Remain in Light (1980).
Il titolo è un riferimento sia alla scelta del gruppo di non includere l'articolo determinativo nel nome (invece di "The Talking Heads"), sia alle breve introduzioni di David Byrne alle canzoni. L'album si apre proprio con una di questa introduzioni: "The name of this song is New Feeling. That's what it's  about".
La versione estesa dell'album è stata distribuita da Sire Records/Warner Bros./Rhino nel 2004. La nuova edizione conserva la divisione in due parti della precedente, aggiungendo numerose tracce inedite ma omettendo l'introduzione strumentale di Crosseyed and Painless. La versione rimasterizzata ed estesa dell'album occupa la quindicesima posizione della classifica di Metacritic dei migliori album di sempre.

## Tracce
Tutte le canzoni sono composte da David Byrne, tranne dove indicato.

### Edizione 1982
Registrato per la radio WCOZ, Norther Studios, Maynard, Massachusetts, 17 novembre 1977
Lato A
1. New Feeling - 3:10
2. A Clean Break - 4:57
3. Don't Worry About the Government - 3:08
4. Pulled Up - 4:08
5. Psycho Killer (Byrne, Chris Frantz, Tina Weymouth) - 5:34

Lato B
Registrato al Capitol Theatre di Passaic, New Jersey, 17 gennaio 1979
1. Artists Only (Byrne, Wayne Zieve) - 3:48
2. Stay Hungry (Byrne, Frantz) - 4:00
3. Air - 4:09
4. Love → Building on Fire - 3:36
5. Memories (Can't Wait) (Byrne, Jerry Harrison) - 3:58

Lato C
Registrato al Latin Casino, Cherry Hill, New Jersey, 8 e 9 novembre 1980; Central Park, New York, 27 agosto 1980; Nakano Sun Plaza, Tokyo, 27 febbraio 1981
1. I Zimbra (Byrne, Brian Eno, Hugo Ball) - 3:33
2. Drugs (Byrne, Eno) - 4:47
3. Houses in Motion (Byrne, Eno, Frantz, Harrison, Weymouth) - 7:00
4. Life During Wartime (Byrne, Frantz, Harrison, Weymouth) – 5:03

Lato D
Registrato all'Emerald City, Cherry Hill, New Jersey, 8 e 9 novembre 1980; Central Park, New York, 27 agosto 1980; Sun Plaza Concert Hall, Tokyo 27 febbraio 1981
1. The Great Curve (Byrne, Eno, Frantz, Harrison, Weymouth) - 6:58
2. Crosseyed and Painless (Byrne, Eno, Frantz, Harrison, Weymouth) – 7:05
3. Take Me to the River (Al Green, Teenie Hodges) - 6:43

### Edizione 2004
Disco 1
1. New Feeling – 3:09 per la radio WCOZ, Northern Studio, Maynard, Massachusetts, 17 novembre 1977
2. A Clean Break (Let's Work) – 5:05
3. Don't Worry About The Government – 3:03
4. Pulled Up – 4:04
5. Psycho Killer (Byrne, Tina Weymouth, Chris Frantz) – 5:31
6. Who Is It? – 1:44
7. The Book I Read – 4:22
8. The Big Country – 5:09 per la radio WXRT, The Park West, Chicago, 23 agosto 1978
9. I'm Not in Love – 4:57 per la radio KSAN, The Boarding House, San Francisco, 16 settembre 1978
10. The Girls Want to Be with the Girls – 3:44 al teatro The Agora, Cleveland, 18 dicembre 1978
11. Electricity (Drugs) – 3:28
12. Found a Job – 5:35
13. Mind – 4:56 per la radio WBCN, Berklee Performance Center, Boston, 24 agosto 1979
14. Artists Only (Byrne, Wayne Zieve) – 3:49 al Capitol Theatre, Passaic, 17 novembre 1979
15. Stay Hungry (Byrne, Frantz) – 4:05
16. Air – 4:01
17. Love → Building on Fire – 3:47
18. Memories (Can't Wait) (Byrne, Jerry Harrison) – 3:44
19. Heaven (Byrne, Harrison) – 4:31

Disco 2
1. Psycho Killer (Byrne, Weymouth, Frantz) – 5:33 al Sun Plaza Concert Hall, Tokyo, 27 febbraio 1981
2. Warning Sign (Byrne, Frantz) – 5:40
3. Stay Hungry (Byrne, Frantz) – 3:56
4. Cities – 5:00 all'Emerald City, Cherry Hill, 8 e 9 novembre 1980
5. I Zimbra (Byrne, Brian Eno, Hugo Ball) – 3:30
6. Drugs (Electricity) (Byrne, Eno) – 4:41
7. Once in a Lifetime (Byrne, Eno, Frantz, Harrison, Weymouth) – 5:57 al Sun Plaza Concert Hall, Tokyo 27 febbraio 1981
8. Animals – 4:05
9. Houses in Motion (Byrne, Eno, Frantz, Harrison, Weymouth) – 6:54 all'Emerald City, Cherry Hill, 8 e 9 novembre 1980
10. Born Under Punches (Byrne, Eno, Frantz, Harrison, Weymouth) – 8:24  al Sun Plaza Concert Hall, Tokyo, 27 febbraio 1981
11. Crosseyed and Painless (Byrne, Eno, Frantz, Harrison, Weymouth) – 5:58 all'Emerald City, Cherry Hill 8 e 9 novembre; (versione ridotta rispetto a quella dell'edizione 1982)
12. Life During Wartime (Byrne, Frantz, Harrison, Weymouth) – 4:54 al Central Park, New York, 27 agosto 1980
13. Take Me to the River (Al Green, Mabon Hodges) – 6:33
14. The Great Curve (Byrne, Eno, Frantz, Harrison, Weymouth) – 6:42

## Classifiche
| Classifica (1982) | Posizione massima |
| ----------------- | ----------------- |
| Australia         | 41                |
| Canada            | 16                |
| Germania          | 63                |
| Nuova Zelanda     | 7                 |
| Paesi Bassi       | 38                |
| Regno Unito       | 22                |
| Stati Uniti       | 31                |
| Svezia            | 32                |
| Classifica (2004) | Posizione massima |
| Italia            | 69                |